# Mirai iro
Mirai iro (みらいいろ?) è il trentunesimo singolo della rock band visual kei giapponese Plastic Tree. È stato pubblicato il 15 dicembre 2010 dall'etichetta major Tokuma Japan Communications.
Il singolo è stato stampato in tre versioni, tutte in confezione jewel case: due special edition con DVD extra e copertine diverse, ed una normal edition con un brano in più e copertina ancora diversa.
Il brano è la quinta ED ("ending theme", sigla finale) dell'anime Yu-Gi-Oh! 5D's; si tratta del terzo lavoro del gruppo per un cartone animato, preceduto nel 1999 da Sink e nel 2006 da Namida drop.

## Tracce
Dopo il titolo è indicata fra parentesi "()" la grafia originale del titolo, eventuali note sono indicate dopo il punto e virgola ";".
1. Mirai iro (みらいいろ?) - 4:08 (Ryūtarō Arimura - Tadashi Hasegawa)
2. Paper plane (Paper plane?) - 5:49 (Tadashi Hasegawa)
3. Moonlight ----. (2010-nen 8-gatsu 12-nichi Shinjuku ･ jikkyō rokuon) (ムーンライト ――――。(2010年8月12日新宿・実況録音)?) - 5:41 (Ryūtarō Arimura - Ryūtarō Arimura, Tadashi Hasegawa); bonus track presente solo nella normal edition

### DVD A
1. Mirai iro; videoclip
2. Mirai iro; making of

### DVD B
1. Performance live di Picasso gokko registrata il 13/08/2010 al concerto Tent 2 presso il Nippon Budōkan di Tokyo

## Altre presenze
- Mirai iro:
  - 06/04/2011 - ammonite

- Moonlight ----.:
  - 28/07/2010 - Moonlight ----.
  - 06/04/2011 - ammonite

## Formazione
- Ryūtarō Arimura - voce e seconda chitarra
- Akira Nakayama - chitarra e cori
- Tadashi Hasegawa - basso e cori
- Kenken Satō - batteria